# Tournoi de tennis US Indoors
L'US Indoors est un tournoi de tennis professionnel féminin du circuit WTA et masculin du circuit ATP organisé dans différentes villes des États-Unis.
Avec cinq succès, Billie Jean King et Martina Navrátilová détiennent le record de victoires en simple.

## Palmarès dames

### Simple
| No       | Date       | Nom et lieu du tournoi                         | Catégorie      | Dotation  | Surface         | Vainqueure          | Finaliste          | Score         |         |
| -------- | ---------- | ---------------------------------------------- | -------------- | --------- | --------------- | ------------------- | ------------------ | ------------- | ------- |
| 1        | 15-02-1966 | US Indoor Women's Championships, Chestnut Hill |                | NC        | Moquette (int.) | Billie Jean King    | Mary-Ann Eisel     | 6-0, 6-2      | Tableau |
| 2        | 13-02-1967 | US Indoor Women's Championships, Winchester    |                | NC        | Moquette (int.) | Billie Jean King    | Trudy Groenman     | 6-1, 6-0      | Tableau |
| Ère Open |            |                                                |                |           |                 |                     |                    |               |         |
| 3        | 20-02-1968 | US Indoors, Winchester                         |                | NC        | Moquette (int.) | Billie Jean King    | Rosie Casals       | 6-3, 9-7      | Tableau |
| 4        | 18-03-1971 | Virginia Slims US Indoors, Détroit             | VS Tour        | 15 600 $  | Moquette (int.) | Billie Jean King    | Rosie Casals       | 3-6, 6-1, 6-2 | Tableau |
| 5        | 24-01-1972 | Virginia Slims National Indoors, Hingham       | WT Pro Tour    | 18 000 $  | Moquette (int.) | Virginia Wade       | Françoise Dürr     | 6-3, 7-5      | Tableau |
| 6        | 12-03-1973 | US National Indoor Championships, Boston       |                | 20 000 $  | Moquette (int.) | Evonne Goolagong    | Virginia Wade      | 6-4, 6-4      | Tableau |
| 7        | 25-03-1974 | S & H US Womens National Indoors, New York     | VS Tour        | 60 000 $  | Moquette (int.) | Billie Jean King    | Chris Evert        | 6-3, 3-6, 6-2 | Tableau |
| 8        | 03-03-1975 | Virginia Slims US Indoors, Boston              | VS Tour        | 75 000 $  | Moquette (int.) | Martina Navrátilová | Evonne Goolagong   | 6-2, 4-6, 6-3 | Tableau |
| 9        | 13-09-1976 | US Indoors, Atlanta                            |                | 60 000 $  | Moquette (int.) | Virginia Wade       | Betty Stöve        | 5-7, 7-5, 7-5 |         |
| 10       | 24-01-1977 | US Indoors, Minneapolis                        |                | 100 000 $ | Moquette (int.) | Martina Navrátilová | Sue Barker         | 6-0, 6-1      | Tableau |
| 11       | 09-10-1978 | US Indoors, Minneapolis                        |                | 100 000 $ | Moquette (int.) | Chris Evert         | Virginia Wade      | 6-7, 6-2, 6-4 | Tableau |
| 12       | 01-10-1979 | US Indoors, Minneapolis                        | Colgate Series | 100 000 $ | Moquette (int.) | Evonne Goolagong    | Dianne Fromholtz   | 6-3, 6-4      | Tableau |
| 13       | 29-09-1980 | US Indoors, Minneapolis                        |                | 100 000 $ | Moquette (int.) | Tracy Austin        | Dianne Fromholtz   | 6-1, 2-6, 6-2 | Tableau |
| 14       | 28-09-1981 | Playtex US Indoors, Minneapolis                |                | 125 000 $ | Moquette (int.) | Martina Navrátilová | Tracy Austin       | 6-0, 6-2      | Tableau |
| 15       | 27-09-1982 | US Indoors, Philadelphie                       | Series 4       | 125 000 $ | Moquette (int.) | Barbara Potter      | Pam Shriver        | 6-4, 6-2      | Tableau |
| 16       | 26-09-1983 | US Indoors, Hartford                           |                | 150 000 $ | Moquette (int.) | Kim Jones           | Sylvia Hanika      | 6-4, 6-3      | Tableau |
| 17       | 20-02-1984 | Computerland US Indoors, Livingston            | VS Tour C3     | 150 000 $ | Moquette (int.) | Martina Navrátilová | Chris Evert        | 6-2, 7-6      | Tableau |
| 18       | 04-03-1985 | US Indoors, Princeton                          |                | 150 000 $ | Moquette (int.) | Hana Mandlíková     | Catarina Lindqvist | 6-3, 7-5      | Tableau |
| 19       | 03-03-1986 | US Indoors, Princeton                          |                | 150 000 $ | Moquette (int.) | Martina Navrátilová | Helena Suková      | 3-6, 6-0, 7-6 | Tableau |
| 20       | 23-03-1987 | US Indoors, Piscataway                         |                | 150 000 $ | Moquette (int.) | Helena Suková       | Lori McNeil        | 6-0, 6-3      | Tableau |

### Double
| No       | Date       | Nom et lieu du tournoi                        | Catégorie                | Dotation                 | Surface                  | Vainqueures                          | Finalistes                            | Score                    |                          |
| -------- | ---------- | --------------------------------------------- | ------------------------ | ------------------------ | ------------------------ | ------------------------------------ | ------------------------------------- | ------------------------ | ------------------------ |
| 1        | 15-02-1966 | US Indoor Women's Championships Chestnut Hill |                          | NC                       | Moquette (int.)          | Rosie Casals Billie Jean King        | Justina Bricka Carol Hanks            | 3-6, 6-4, 6-2            | Tableau                  |
| Ère Open |            |                                               |                          |                          |                          |                                      |                                       |                          |                          |
| 2        | 20-02-1968 | US Indoors Winchester                         |                          | NC                       | Moquette (int.)          | Rosie Casals Billie Jean King        | Mary-Ann Eisel Kathleen Harter        | 6-2, 6-2                 | Tableau                  |
| 3        | 18-03-1971 | Virginia Slims US Indoors Détroit             | VS Tour                  | 15 600 $                 | Moquette (int.)          | Mary-Ann Eisel Valerie Ziegenfuss    | Peaches Bartkowicz Judy Tegart-Dalton | 2-6, 6-2, 6-3            | Tableau                  |
| 4        | 24-01-1972 | Virginia Slims National Indoors Hingham       | WT Pro Tour              | 18 000 $                 | Moquette (int.)          | Rosie Casals Virginia Wade           | Judy Tegart-Dalton Françoise Dürr     | 2-6, 6-3, 7-64           | Tableau                  |
| 5        | 12-03-1973 | US National Indoor Championships Boston       |                          | 20 000 $                 | Moquette (int.)          | Marina Kroschina Olga Morozova       | Evonne Goolagong Janet Young          | 6-2, 6-4                 | Tableau                  |
|          | 25-03-1974 | Pas de tableau de double                      | Pas de tableau de double | Pas de tableau de double | Pas de tableau de double | Pas de tableau de double             | Pas de tableau de double              | Pas de tableau de double | Pas de tableau de double |
| 6        | 03-03-1975 | Virginia Slims US Indoors Boston              | VS Tour                  | 75 000 $                 | Moquette (int.)          | Rosie Casals Billie Jean King        | Chris Evert Martina Navrátilová       | 6-3, 6-4                 | Tableau                  |
| 7        | 13-09-1976 | US Indoors Atlanta                            |                          | 60 000 $                 | Moquette (int.)          | Rosie Casals Françoise Dürr          | Betty Stöve Virginia Wade             | 6-0, 6-4                 |                          |
| 8        | 24-01-1977 | US Indoors Minneapolis                        |                          | 100 000 $                | Moquette (int.)          | Rosie Casals Martina Navrátilová     | Mima Jaušovec Virginia Ruzici         | 6-2, 6-1                 | Tableau                  |
| 9        | 09-10-1978 | US Indoors Minneapolis                        |                          | 100 000 $                | Moquette (int.)          | Kerry Reid Wendy Turnbull            | Lesley Hunt Ilana Kloss               | 6-3, 6-3                 | Tableau                  |
| 10       | 01-10-1979 | US Indoors Minneapolis                        | Colgate Series           | 100 000 $                | Moquette (int.)          | Billie Jean King Martina Navrátilová | Betty Stöve Wendy Turnbull            | 6-4, 7-6                 | Tableau                  |
| 11       | 29-09-1980 | US Indoors Minneapolis                        |                          | 100 000 $                | Moquette (int.)          | Ann Kiyomura Candy Reynolds          | Anne Smith Paula Smith                | 6-3, 4-6, 6-1            | Tableau                  |
| 12       | 28-09-1981 | Playtex US Indoors Minneapolis                |                          | 125 000 $                | Moquette (int.)          | Martina Navrátilová Pam Shriver      | Rosie Casals Wendy Turnbull           | 6-3, 7-5                 | Tableau                  |
| 13       | 27-09-1982 | US Indoors Philadelphie                       | Series 4                 | 125 000 $                | Moquette (int.)          | Rosie Casals Wendy Turnbull          | Barbara Potter Sharon Walsh           | 3-6, 7-6, 6-4            | Tableau                  |
| 14       | 26-09-1983 | US Indoors Hartford                           |                          | 150 000 $                | Moquette (int.)          | Billie Jean King Sharon Walsh        | Kathy Jordan Barbara Potter           | 3-6, 6-3, 6-4            | Tableau                  |
| 15       | 20-02-1984 | Computerland US Indoors Livingston            | VS Tour C3               | 150 000 $                | Moquette (int.)          | Martina Navrátilová Pam Shriver      | Jo Durie Ann Kiyomura                 | 6-4, 6-3                 | Tableau                  |
| 16       | 04-03-1985 | US Indoors Princeton                          |                          | 150 000 $                | Moquette (int.)          | Martina Navrátilová Pam Shriver      | Marcella Mesker Elizabeth Smylie      | 7-5, 6-2                 | Tableau                  |
| 17       | 03-03-1986 | US Indoors Princeton                          |                          | 150 000 $                | Moquette (int.)          | Kathy Jordan Elizabeth Smylie        | Hana Mandlíková Helena Suková         | 6-3, 7-5                 | Tableau                  |
| 18       | 23-03-1987 | US Indoors Piscataway                         |                          | 150 000 $                | Moquette (int.)          | Gigi Fernández Lori McNeil           | Betsy Nagelsen Elizabeth Smylie       | 6-1, 6-4                 | Tableau                  |

## Palmarès messieurs

### Simple
| No | Date       | Nom et lieu du tournoi                      | Catégorie | Dotation | Surface         | Vainqueur      | Finaliste        | Score                   |  |
| -- | ---------- | ------------------------------------------- | --------- | -------- | --------------- | -------------- | ---------------- | ----------------------- |  |
| 1  | 15-02-1970 | US National Indoor Championships, Salisbury |           | 50 000 $ | Moquette (int.) | Ilie Năstase   | Cliff Richey     | 6-8, 3-6, 6-4, 9-7, 6-0 |  |
| 2  | 21-02-1971 | US National Indoor Championships, Salisbury |           | NC $     | Dur (int.)      | Clark Graebner | Cliff Richey     | 2-6, 7-6, 1-6, 7-6, 6-0 |  |
| 3  | 20-02-1972 | US National Indoor Championships, Salisbury |           | NC $     | Dur (int.)      | Stan Smith     | Ilie Năstase     | 5-7, 6-2, 6-3, 6-4      |  |
| 4  | 18-02-1973 | US National Indoor Championships, Salisbury |           | NC $     | Dur (int.)      | Jimmy Connors  | Karl Meiler      | 3-6, 7-6, 7-6, 6-3      |  |
| 5  | 24-02-1974 | US National Indoor Championships, Salisbury |           | NC $     | Moquette (int.) | Jimmy Connors  | Frew McMillan    | 6-4, 7-5, 6-3           |  |
| 6  | 10-02-1975 | US National Indoor Championships, Salisbury |           | NC $     | Moquette (int.) | Jimmy Connors  | Vitas Gerulaitis | 5-7, 7-5, 6-1, 3-6, 6-0 |  |
| 7  | 14-02-1976 | US National Indoor Championships, Salisbury |           | NC $     | Moquette (int.) | Ilie Năstase   | Jimmy Connors    | 6-2, 6-3, 7-6           |  |

### Double
| No | Date       | Nom et lieu du tournoi                      | Catégorie | Dotation | Surface         | Vainqueurs                   | Finalistes                     | Score         |  |
| -- | ---------- | ------------------------------------------- | --------- | -------- | --------------- | ---------------------------- | ------------------------------ | ------------- |  |
| 1  | 21-02-1971 | US National Indoor Championships, Salisbury |           | NC $     | Dur (int.)      | Juan Gisbert Manuel Orantes  | Clark Graebner Thomaz Koch     | 6-3, 4-6, 7-6 |  |
| 2  | 20-02-1972 | US National Indoor Championships, Salisbury |           | NC $     | Dur (int.)      | Andrés Gimeno Manuel Orantes | Juan Gisbert Vladimír Zedník   | 6-4, 6-3      |  |
| 3  | 18-02-1973 | US National Indoor Championships, Salisbury |           | NC $     | Dur (int.)      | Clark Graebner Ilie Năstase  | Jürgen Fassbender Juan Gisbert | 2-6, 6-4, 6-3 |  |
| 4  | 24-02-1974 | US National Indoor Championships, Salisbury |           | NC $     | Moquette (int.) | Jimmy Connors Frew McMillan  | Byron Bertram Andrew Pattison  | 3-6, 6-2, 6-1 |  |
| 5  | 10-02-1975 | US National Indoor Championships, Salisbury |           | NC $     | Moquette (int.) | Jimmy Connors Ilie Năstase   | Jan Kodeš Roger Taylor         | 7-6, 6-2      |  |
| 6  | 14-02-1976 | US National Indoor Championships, Salisbury |           | NC $     | Moquette (int.) | Fred McNair Sherwood Stewart | Steve Krulevitz Trey Waltke    | 6-3, 6-2      |  |